# بريوفيليوم
بريوفيليوم (باللاتينية: Bryophyllum) والتسمية جاءت من اللغة اليونانية حيث «bryon/bryein» تعني برعم و «phyllon» والتي تعني ورقة الشجر، هو جنس ينتمي للفصيلة المخلدية «Crassulaceae» ، يحتوي على 40 نوع والتي أحيانا تصنف ضمن جنس كلنكوة «Kalanchoe» ، و تتميز الأنواع التي تنتمي لهذا الجنس بنمو شتلات صغيرة «plantlets» علي اطراف الاوراق والتي يمكن فصلها ليتكون نبات جديد .

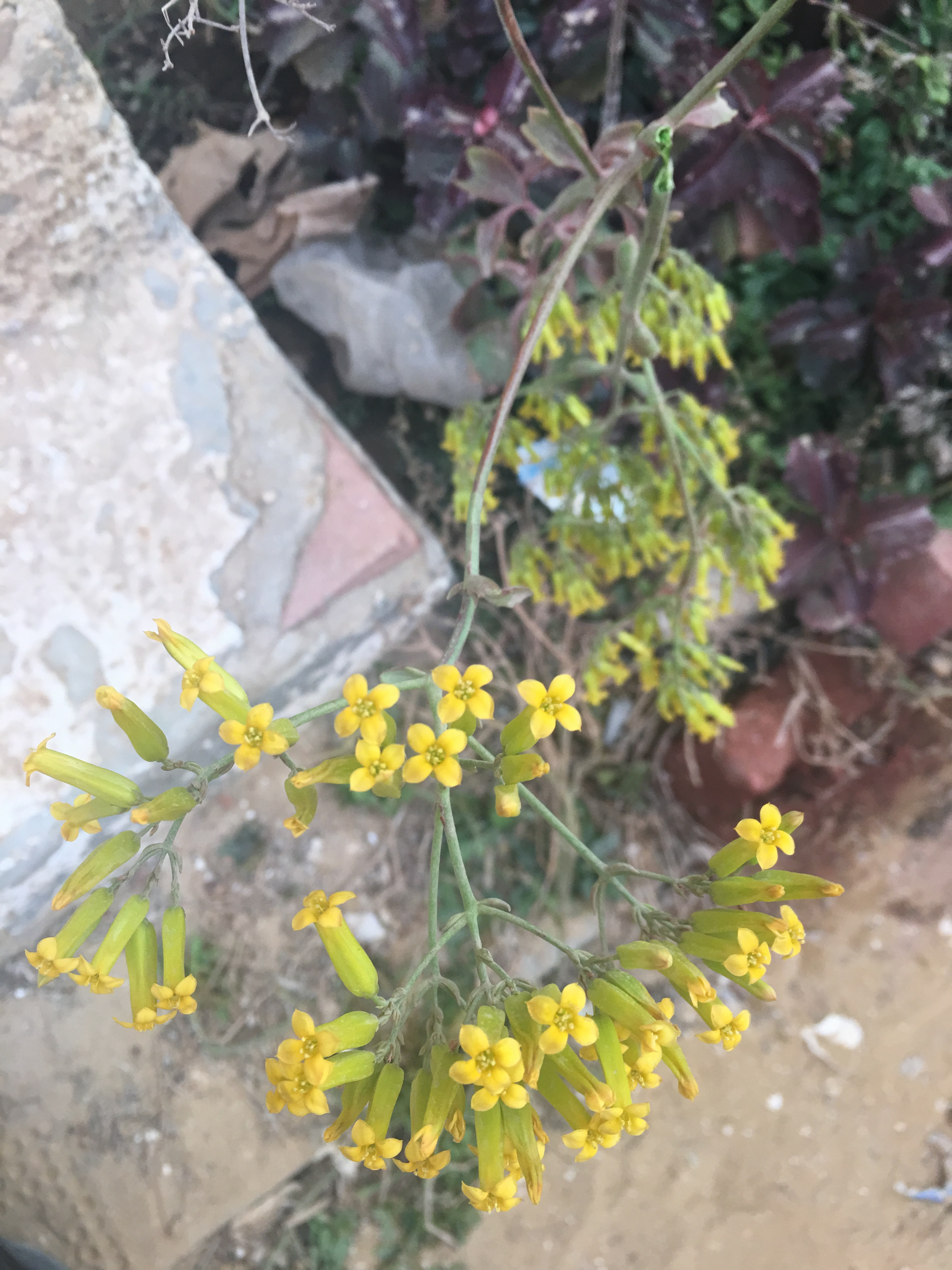
زهرة نبات «Bryophyllum»